# 落合直言
落合 直言（おちあい なおこと/なおのぶ、1847年〈弘化4年〉- 1877年〈明治10年〉4月20日）は、幕末から明治時代初期の志士、国学者である。通称は五十馬。号は竹城。

## 経歴・人物
国学者の落合直亮及び落合直澄の実弟として、武蔵の多摩郡に生まれる。兄の影響により、堀秀成及び直澄から国学を学んだ。
維新後の1870年（明治3年）に相楽総三らの師事により、赤報隊士の慰霊祭の主催者となり挙行した。翌年には、当時公卿であった外山光輔らと共に東京奠都反対運動に参加し、反乱を起こすが鎮圧され、鹿児島県での終身刑を受ける。1877年（明治10年）、中村恕助らと共に西郷隆盛率いる「西郷軍」に入隊し、西南戦争に参戦するが熊本県の保田窪で戦死した。
なお、直言の性格は獰猛であったとされている。